# Eurasianet
Eurasianet es un sitio web con sede en los Estados Unidos que proporciona noticias, información y análisis sobre países de la esfera postsoviética (Asia central, la región del Cáucaso, Rusia) y el Sudeste Asiático.

## Descripción
Lanzado en 2000, operó bajo los auspicios del Proyecto Eurasia de Open Society Foundations (OSF). Eurasianet se escindió en 2016 para convertirse en una organización de noticias sin fines de lucro independiente y exenta de impuestos. El medio de comunicación en línea ahora está alojado en el Instituto Harriman de la Universidad de Columbia. El sitio recibe apoyo de Google, OSF y el National Endowment for Democracy.

## Logros
Eurasianet ha ganado EPpy Awards por su sitio web de características especiales en Kyrgyz Revolution Revisited (2007) y por el sitio web Best News con menos de 250.000 visitantes mensuales (2011). También ha recibido numerosas menciones de los Webby Awards.